# NRJ Group

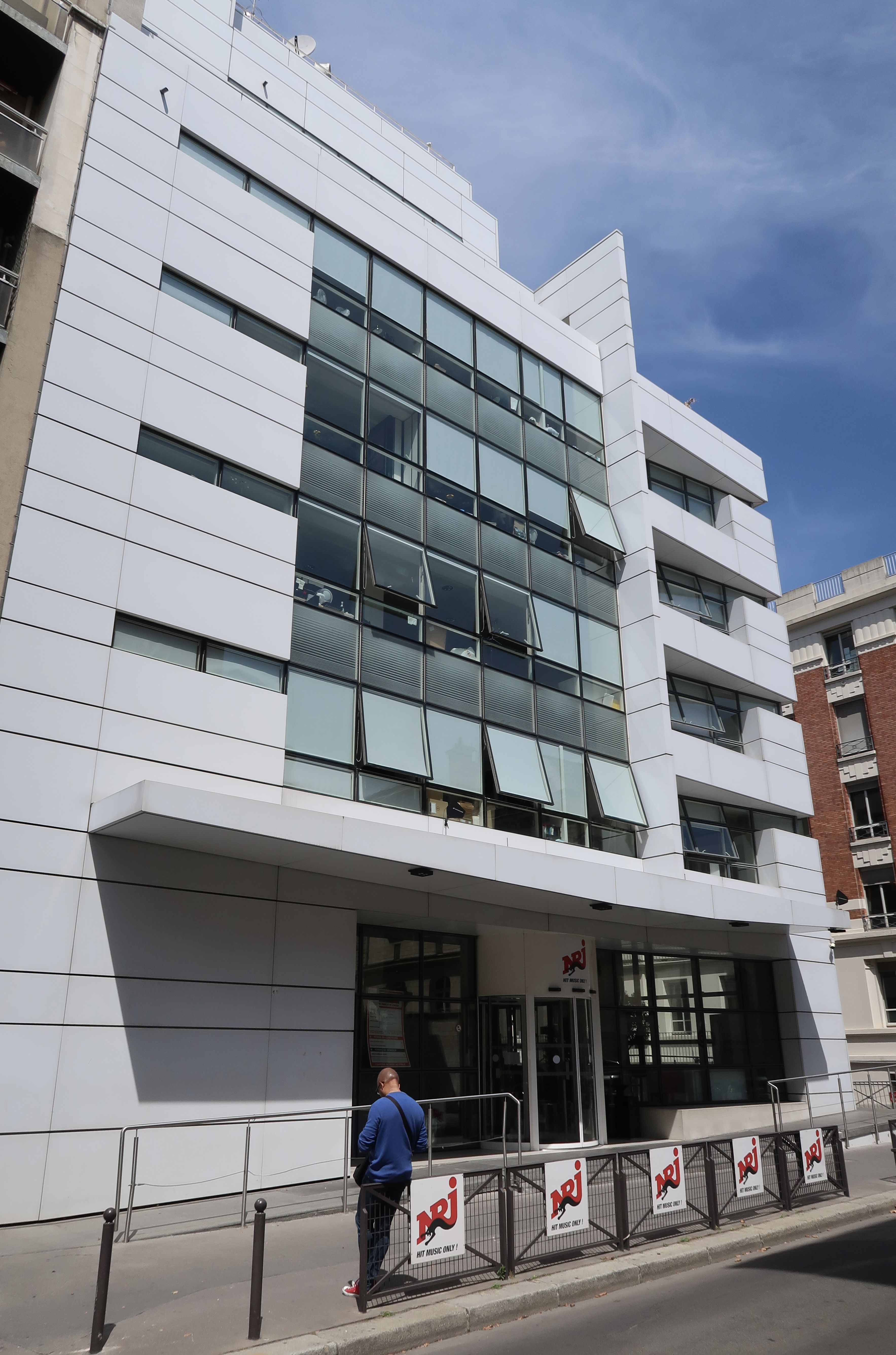
NRJ, Sitz an der rue Boileau 22 in Paris (2020)

Die NRJ Group ist das größte private Radiounternehmen Europas. Gründer und Hauptaktionär ist Jean-Paul Baudecroux. NRJ ist die Abkürzung des französischen Namens Nouvelle Radio Jeunesse, was übersetzt „Neues Jugendradio“ heißt. Die französische Aussprache des Akronyms „èn-èr-ji“ ergibt das Wort énergie [enɛʀˈʒi] (deutsch Energie). Außerhalb des französischen Sprachraums ergänzt das Unternehmen sein Logo um den englischen Namen ENERGY [ˈɛnɛʀdʒi] und benutzt diesen auch in der Aussprache der Namen der entsprechenden Radiostationen.
Neben der Dachmarke NRJ ist die börsennotierte NRJ Group je nach Markt mit bis zu drei weiteren Radiomarken on air: Chérie FM, Rire & Chansons sowie Nostalgie.
Die NRJ Group ist inzwischen in 18 Ländern präsent.

## Geschichte

### 1981: NRJ geht an den Start und wächst im französischsprachigen Raum
Im Jahr 1981 ging in der französischen Hauptstadt Paris der erste Radiosender unter dem Namen NRJ auf Sendung. Sechs Jahre später, 1987, weitete die NRJ Group ihre Aktivitäten in Frankreich mit Chérie FM aus, 1988 folgten in Belgien und in der Schweiz erste Stationen außerhalb Frankreichs. Mit dem Chanson-Sender Rire et Chansons etablierte die Unternehmensgruppe 1990 einen weiteren Sender in Frankreich. 2001 wurde Radio Monte Carlo mitsamt der Radiokette Nostalgie (u. a. mit Standorten im Senegal, Libanon und Togo) von der NRJ Group erworben, Radio Monte Carlo selbst jedoch kurze Zeit später wieder abgestoßen. Seither gehören die vier Marken NRJ, Chérie FM, Rire et Chansons sowie Nostalgie zum Portfolio des Unternehmens. Darüber hinaus betreibt die NRJ Group Sender auf den französischen Übersee-Départements und -regionen Réunion, Mayotte, Guadeloupe, Guyane, Martinique sowie Tahiti und Neukaledonien sowie seit 1988 in der französischsprachigen Schweiz rund um den Genfersee eigenständige Radioprogramme, die ebenfalls auf Französisch ausgestrahlt werden.

### 1991: ENERGY betritt den deutschsprachigen Raum

#### Deutschland
Mit dem Sendestart von Energy Berlin 1991 ging die NRJ Group erstmals im Ballungsraum Berlin und zugleich erstmals in Deutschland auf Sendung. Weitere Stationen folgten seither in Sachsen (Energy Sachsen in Leipzig, Chemnitz und Dresden seit 1993 sowie Zwickau seit 1995), München (Energy München seit 1994), Hamburg (Energy Hamburg seit 1995), Rheinland-Pfalz (Energy Rheinland-Pfalz seit 1996, 1997 wieder eingestellt), Nürnberg (Energy Nürnberg ebenfalls seit 1995), der Region Stuttgart (Energy Stuttgart seit 2001 durch Übernahme von RMB-Radio und 2006 durch Kauf von R.TV Radio), Bremen (Energy Bremen seit 2003) im Rhein-Main-Gebiet (Energy Rhein-Main seit 2010 durch Übernahme des Senders Main FM, 2013 wieder eingestellt). Ab August 2011 wurde zusätzlich die bundesweite Verbreitung des Digitalradio-Senders Energy DAB+ aufgenommen, das zwischenzeitlich als Energy Digital vermarktet wurde und nun „ENERGY Hit Music Only!“ heißt. Die Vermarktung aller mehrheitlich im Besitz der NRJ Group befindlichen Energy-Stationen (davon ausgenommen sind Energy Bremen und Energy Sachsen) in Deutschland übernimmt seit 1996 ENERGY Media GmbH. 2021 startete Energy NRW in Nordrhein-Westfalen.

#### Österreich
In Österreich ging 1998 Energy 104,2 in der österreichischen Bundeshauptstadt Wien auf Sendung. Zehn Jahre später, 2008, folgte mit Energy 99.9 in Innsbruck die zweite Station der NRJ-Group in der Republik sowie 2009 mit Energy 94.0 in Salzburg die dritte. Die Verwaltung der drei Sender erfolgt durch die N&C Privatradio Betriebs GmbH. Neben diesen drei Stationen gehören auch die Sender Radio Graz und Radio Eins seit 2010 zur NRJ Group. Für die letzteren beiden Radiosender war der 2011 Relaunch als Energy Steiermark geplant, dies wurde jedoch, nachdem der Konkurrent KroneHit Verstöße gegen die Lizenzen anzeigte, durch die KommAustria abgelehnt. Ab 2013 verbesserte Energy den Empfang im Großraum Wien und Innsbruck: Neue Frequenzen von Energy Innsbruck: Innsbruck-Telfs-Seefeld 107,7 MHz(Sender in Inzing) und Hall-Jenbach 93,6 MHz (Sender in Wattens). Im Großraum Wien verbesserte Energy den Empfang nordöstlich von Wien: Sender Mistelbach 90,5 MHz, Sender Hornsburg 91,1 MHz. Ende Mai 2019 wurde die bundesweite Verbreitung des Senders Energy Wien via DAB+ aufgenommen.

#### Schweiz
Mit einem Anteilskauf in Höhe von 49 Prozent an Hit Radio Z in Zürich 2003 entstand erstmals auch in der Schweiz ein deutschsprachiges Hörfunkprogramm der NRJ Group unter dem Namen Energy Zürich. Bereits seit 1988 existiert in der französischsprachigen Schweiz NRJ Léman im Genfer Raum (Léman ist die französische Bezeichnung des Genfersees), welches mit französischer Sendelizenz ausgestrahlt wird. Sieben Jahre nach dem Start des Senders in Zürich ging mit Energy Bern der zweite deutschsprachige Sender auf Sendung. Am 13. Januar 2012 ging mit Energy Basel die inzwischen vierte Station in der Schweiz auf Sendung.

### 1993: NRJ / ENERGY wird international

#### Skandinavien
1993 startete auch der Betrieb einer NRJ-Station in Schweden. Bereits 1995 erhielt Energy Schweden weitere 14 neue Frequenzen. Mit dem Programmstart von Energy Helsinki wurde auch der Betrieb im benachbarten Finnland aufgenommen (dort erhielt Energy Finnland bereits 1999 sieben weitere Frequenzen). 1998 folgte mit Aufnahme des Programms in Oslo eine Station in Norwegen sowie 2000 in Dänemark. Noch im selben Jahr erhielt NRJ auch in Norwegen weitere Frequenzen.

#### Osteuropa, Naher Osten und Kanada
2006 folgten mit Energy Bulgarien, Energy Ukraine, Energy Libanon und Energy Russland weitere Stationen weltweit. Somit ist die NRJ Group erstmals auch auf dem asiatischen Kontinent empfangbar. Energy Ukraine wurde ab dem 27. April 2006 in Kiew und ab Juni des gleichen Jahres in Sewastopol ausgestrahlt. Ende Dezember 2011 / Anfang Januar 2012 stellte der Sender seine Ausstrahlung in der Ukraine ein, die Frequenzen wurden an Radio 24 übergeben.
Seit der Umbenennung der vorherigen énergie-Stationen in der Provinz Québec werden seit 2009 auch in Kanada Radiostationen unter dem Namen NRJ betrieben.
2011 wurde darüber hinaus Radio Nostalgia im Großraum Helsinki sowie im portugiesischen Lissabon und Porto auf Sendung geschickt.

#### Griechenland und Luxemburg
Zudem wurden am 9. Oktober 2011 die zur griechischen Modern Times Group, die bereits in Schweden Energy-Stationen betreibt, gehörenden Sender Fresh Radio in Athen und Oasis Radio in Thessaloniki durch eine weitere Franchise-Kooperation ebenfalls in Energy-Stationen umgewandelt. Der Sender im griechischen Thessaloniki wurde bereits im April 2012, rund ein halbes Jahr nach Sendestart, wieder eingestellt. Derzeit liefen auch in Luxemburg Verhandlungen mit der Mediengruppe Saint-Paul darüber, den Radiosender Den Neien Radio unter der Marke NRJ oder Nostalgie zu relaunchen.
Über die lokalen und nationalen Radiostationen hinausgehend, betreibt die NRJ Group seit 2006 Webradios unterschiedlicher Genres. Bereits seit 1989 werden Aktien der NRJ Group an der französischen Börse gehandelt. Mit über 400 Frequenzen ist alleine die Marke NRJ / ENERGY Europas größte Radiomarke.

### 2005: NRJ Group entdeckt weitere Unternehmensfelder
Neben dem NRJ- und Energy-Hörfunkprogrammen betreibt die NRJ Group seit dem 31. März 2005 den TV-Sender NRJ 12 sowie seit dem 22. März 2007 den Clip-TV-Kanal NRJ Hits in Frankreich, beide Sender konnten zunächst auch in anderen Staaten via Hotbird (NRJ 12) oder Astra (NRJ Hits) empfangen werden. Jüngster Fernsehsender der NRJ Group ist NRJ Paris, er besteht seit dem 20. März 2008. Auch der Regionalsender 7L TV gehörte zum Konzern.
Des Weiteren wurde im November 2005 mit NRJ Mobile in Frankreich in Zusammenarbeit mit dem französischen Mobilfunkanbieter SFR ein eigener virtueller Mobilfunkdienst gegründet. Neue Verträge werden mittlerweile in Kooperation mit Orange angeboten. Inzwischen besteht auch in Belgien ein gleichnamiger virtueller Mobilfunkanbieter, der in zusammen mit Transatel gegründet wurde.
Bereits seit 2003 besteht mit NRJ Events eine hauseigene Veranstaltungsagentur.

## Unternehmensstrategien

### Expansion
Sowohl im deutschsprachigen als auch im internationalen Raum setzt die NRJ Group auf eine Drei-Säulen-Strategie, diese beinhaltet die Übernahme bestehender Radiosender (z. B. Main FM, Hit Radio Z usw.), die Etablierung neuer Radiostationen (z. B. bei der Bewerbung um Hörfunkfrequenzen in Rheinland-Pfalz) und zuletzt das Franchise-Prinzip (z. B. Energy Bremen, Energy Libanon, NRJ Kanada usw.). Seit 2011 verfolgt die NRJ Group verstärkt auch den Ausbau der Marke Nostalgie nach dem gleichen Konzept.

### Portfolio
2005 beschloss die französische NRJ Group eine Strategie, die das Unternehmen und dessen Portfolio weiterentwickeln soll. Als fünf Säulen gelten dabei künftig die Sparten Radio, Fernsehen, Internet, Veranstaltungsmanagement und Mobilfunk, die wiederum untereinander vernetzt werden, um NRJ als Multimediamarke zu etablieren.

## Kooperationen

### National

#### Sendungen
Unter dem einheitlichen Titel Toastshow strahlen alle Energy-Stationen (mit Ausnahme von Energy Bremen mit ENERGY Bremen Moin!, Energy Sachsen mit Knallwach - mit Franzi und Julian am Morgen und Energy Wien mit Energy am Morgen) ihr Morgenprogramm seit 2009 aus. Bereits 2006 gab es einen ersten Versuch ein bundesweites, stets aus unterschiedlichen Städten gesendetes, Format unter dem Titel ENERGY Morning Live (ebenfalls mit Ausnahme der Stationen in Bremen und Sachsen) auszustrahlen. Darüber hinaus werden für die Sendungen am Vormittag und Nachmittag ähnliche oder gleiche Titel wie ENERGY @ Work oder ENERGY am Nachmittag und ENERGY Interaktiv bzw. ENERGY Drivetime verwendet.
Auch das Format ENERGY Brandneu greift dieses regionalisierte Prinzip der Programmgestaltung auf. Unterschiedliche Moderatoren informieren auf den einzelnen Energy-Stationen über aktuelle und neue Lieder. Zusätzlich haben die Hörer über den Internetauftritt der deutschen Energy-Stationen die Möglichkeit, aus fünf vorgegebenen Liedern für ihren Favoriten zu stimmen und somit das Programm mitzugestalten.
Die sogenannten ENERGY Music Shows, also ENERGY Mastermix, ENERGY Dance und ENERGY Rock, werden derzeit auf verschiedenen Stationen freitags bis sonntags ab 22:00 Uhr ausgestrahlt. Bereits in der Vergangenheit wurde die Sendung ENERGY Mastermix samstags ab 21:00 Uhr in Berlin, München sowie in Nürnberg freitags ab 23:00 Uhr ausgestrahlt. Zunächst als Format mit unterschiedlichen DJs aus den Genres Mash, House, R&B, Hip-Hop sowie Black zusammengestellt, wird die Sendung mittlerweile regelmäßig von Milk & Sugar aufgelegt. Darüber hinaus bringt Energy in Deutschland unter diesem Titel auch entsprechende CDs heraus, die teilweise auch von unterschiedlichen DJs wie Paul van Dyk oder Benny Benassi zusammengestellt werden. 2021 wurde der ENERGY Mastermix in ENERGY EXTRAVADANCE umbenannt.
Der Bänd Scheiben Vorfall der Energy-Stationen in der Region Stuttgart, Berlin, Hamburg, Nürnberg, Rhein-Main und München ist eine Radiosendung, die abwechselnd alleine von deutschen und internationalen einzelnen Sängerinnen und Sängern, aber auch Bands (bspw. Wir sind Helden, Die Ärzte, Eliza Doolittle oder Die Fantastischen Vier) moderiert wird. In dieser Sendung stellen die Künstler ihren privaten Musikgeschmack sowie ihre Lieblingslieder vor.
Der ENERGY Web Report (zuvor Carola Trend-Report) war eine weitere Programm-Kooperation zwischen den Stationen München, Nürnberg, Region Stuttgart, Berlin und Hamburg und lief dort jeweils zwischen 10:00 und 19:00 Uhr immer nach den Nachrichten. Die Sendung wurde zunächst von Carola Jung, zwischen 2004 und 2008 Chef-Moderatorin sowie zwischen 2005 und 2008 Programmdirektorin bei Energy Berlin, moderiert, nach ihrem Wechsel 2009 zu Energy Sachsen jedoch umbenannt und kurze Zeit später eingestellt.
Eine gemeinsame weitere Kooperation zwischen den Stationen in Berlin, Hamburg, München, Nürnberg, der Region Stuttgart sowie Sachsen stellte die deutschlandweite Radio-Talkshow 911 – Deine Talkshow bei ENERGY (nine eleven) dar. Entsprechend dem Namen wurde diese von Montag bis Donnerstag zwischen 21:00 und 23:00 Uhr gesendet. Während der Talkshow war es den Hörern möglich, sich per Telefon, Chat oder E-Mail an der Sendung zu beteiligen, zu bestimmten Themen ihre Meinung einzubringen und zu diskutieren. Das Maskottchen der Show waren Nacktmulle. Die Show wurde nach der Sendung vom 14. Oktober 2009 von allen Energy-Stationen kurzfristig abgesetzt. Grund hierfür war laut einem offenen Brief der Senderchefs die meist derbe Sprache in der Sendung.
Am 7. Oktober 2010 gab Energy bekannt, dass ab November 2010 die Radio-Show Die Tommy Wosch Show auf Sendung geht. Die Sendung solle auf allen deutschen Energy-Stationen ausgestrahlt werden und sei somit die erste tägliche bundesweit ausgestrahlte „Infotainment-Show“ Deutschlands. Die Moderatoren sind Tommy Wosch und Kathrin Thüring. Am 1. November wurde der Name der Sendung auf Wosch. Die ENERGY Abendschau. geändert. Die zweistündige Sendung wird von 20:00 Uhr bis 22:00 Uhr ausgestrahlt und zwischen 01:00 und 03:00 Uhr wiederholt. Auf Energy Rhein-Main läuft die Sendung zwischen 22:00 und 24:00 Uhr. Die Sendung wurde erstmals am 22. November ausgestrahlt. Seit Mitte Juli 2011 moderiert Tommy Wosch alleine bzw. mit Michi Balzer, nachdem Kathrin Thüring zum Radiosender Fritz zurückkehrte. Zum 29. Juni 2012 wurde die Sendung endgültig aus privaten Gründen eingestellt.

#### Events
Eingeführt als ENERGY Live Bashes stellen die ENERGY Live Sessions Live-Konzerte angesagter Künstler wie Rihanna, Mando Diao, Silbermond oder Duffy in privater und „etwas anderer Location“ dar. Die Austragungsorte der bundesweit ausgestrahlten Sendungen wechseln ebenfalls. Ausgewählte Konzerte werden aufgrund einer Unternehmenskooperation mit dem Fernsehsender RTL II aufgezeichnet und in dessen Programm übertragen. Eigene ENERGY Live Sessions strahlen auch die Energy-Stationen in Basel, Bern und Zürich aus.

### International
Nicht nur national, sondern auch international nutzt die NRJ Group Synergieeffekte für verschiedene Veranstaltungen, Events, die Programmgestaltung oder sonstiger Promotion aus und festigt so ihr Bild als internationale Marke.

#### Sendungen
Die Euro Hot 30 werden im wöchentlichen Rhythmus zusammengetragen. Sie werden aus den individuellen Wiedergabelisten der NRJ-Stationen in Deutschland (außer Energy Bremen und Energy Sachsen), Frankreich, Belgien, der Schweiz, Norwegen, Dänemark, Finnland, Schweden, Österreich, Libanon und Griechenland ermittelt (bis 2010 waren auch die bulgarischen Energy-Stationen beteiligt). Durch die Ermittlung aus den individuellen Wiedergabelisten der Sender, kann es unter Umständen vorkommen, dass auch Lieder bei einzelnen abgespielt werden, die alternativ nicht oder nur selten im Programm der entsprechenden Station gespielt werden. Die russischen Energy-Stationen strahlen ein ähnliches Programm unter dem Titel NRJ Hot 30 aus, das aus den meistgespielten Liedern aller russischen Energy-Stationen ermittelt wird.
Darüber hinaus werden auch nationenübergreifende Logos oder Titel für einzelne Sendungen, Produkte (wie CDs und Ähnliches), Veranstaltungen usw. wie beispielsweise der NRJ Master Mix oder Le 6/9 verwendet. Darüber hinaus kommen seit Juni 2011 auf weitgehend allen NRJ-Stationen weltweit gleiche bzw. ähnliche Jingles und Musikbetten zum Einsatz, beispielsweise in Deutschland, Frankreich, Russland und Skandinavien.

#### Events
Im Bereich der Eventgestaltung tauchen insbesondere die Titel und Logos der Open-Air-Konzertreihe NRJ In The Park (Deutschland [Berlin und München] und Belgien; zuvor auch in Österreich, Schweden, Finnland, Norwegen, Deutschland [Stuttgart]) und die der In-Door-Konzertreihe NRJ Music Tour (derzeit in Deutschland, Frankreich, Belgien, Libanon; zuvor auch in Norwegen, Léman; in der Schweiz seit 2003 unter dem Titel ENERGY Stars For Free) immer wieder auf, wenngleich sich diese teilweise sehr stark von der Ausgestaltung her unterscheiden. Zu den auftretenden Stars gehörten so in der Vergangenheit beispielsweise Sophie Ellis-Bextor, Natasha Bedingfield, die Black Eyed Peas, Craig David, Jason Derulo, Fergie, Jennifer Lopez, MIA., Silbermond, die Sugababes, Xavier Naidoo und die Söhne Mannheims, Atomic Kitten, Taio Cruz oder Madcon. Das Event in Berlin, das regelmäßig auf einer schwimmenden Bühne im Berliner Strandbad Wannsee stattfindet, ist zugleich mit bis zu 30.000 Besuchern Deutschlands größtes Gratis Radio-Open-Air. 2011 wurde in der neunjährigen Geschichte von NRJ In The Park die Berliner Veranstaltung aufgrund einer Unwetterwarnung des Deutschen Wetterdienstes, der Windstärken bis Stärke 8 erwartete, kurzfristig vor Beginn abgesagt.
Als Vorzeigeshow gelten auch die renommierten NRJ Music Awards, die seit 1999 jährlich in Cannes veranstaltet werden und vor allen Dingen durch ihr internationales Staraufgebot, ähnlich beispielsweise zu den MTV Europe Music Awards, für Aufmerksamkeit sorgen. Im französischen Fernsehen werden die NRJ Music Awards alljährlich vom Marktführer TF1 übertragen, wodurch über sechs Millionen Zuschauer erreicht werden. Darüber hinaus werden zusätzlich im skandinavischen Raum die NRJ Radio Awards durchgeführt sowie seit 2004 die NRJ Ciné Awards bzw. NRJ Movie Awards. Erstmals fanden am 1. November 2007 die NRJ Fashion Awards statt. Am 7. November 2012 präsentieren die NRJ-Sender in Frankreich und Belgien zum ersten Mal die NRJ DJ Awards.
2010 fand zum ersten Mal in Zürich die ENERGY Fashion Night statt. Seit dem 21. Oktober 2011 findet die Show auch in Berlin statt. Die Show präsentiert einen Mix aus bekannten Musikstars wie Duran Duran, Glasperlenspiel, Hurts oder Frida Gold und der Vorstellung aktueller Modekollektionen durch Models.

## Sender

### Hörfunkstationen
Die NRJ Group ist mit verschiedenen Marken international entweder selbst oder durch Franchisenehmer vertreten. Zum Markenportfolio im Bereich Radio zählen die Marken NRJ (bzw. in nicht-französischsprachigen Staaten Energy), deren Programm hauptsächlich aus Musik der Top 40 sowie Nachrichten und kurzen Berichten über aktuelle Themen besteht und sich an die Zielgruppe der 14- bis 49-Jährigen bzw. die Kernzielgruppe der 20- bis 29-Jährigen richtet, Nostalgie (bzw. derzeit vereinzelt auch Nostalgia), Chérie FM und Rire & Chansons. Darüber hinaus betreibt die NRJ Group mit einer Mehrheitsbeteiligung noch verschiedene Sender in Österreich und Norwegen und ist an einzelnen Sendern mit Minderheitsbeteiligungen aktiv. Die folgende Tabelle zeigt alle Sender der NRJ Group auf, die unter dem Dach der internationalen Marken stehen bzw. die Sender, an denen die Unternehmensgruppe mehrheitsbeteiligt ist.
| Staat              | Sender                         | Dachmarke       | Sprache        | Sendestart         | Sendeende         | Sendegebiet                    | Frequenzen | Anteile der NRJ Group |
| ------------------ | ------------------------------ | --------------- | -------------- | ------------------ | ----------------- | ------------------------------ | ---------- | --------------------- |
| Belgien            | NRJ                            | NRJ             | Französisch    | 28. September 1988 |                   | Wallonische Region, Brüssel    | 26         | 100 %                 |
| Belgien            | Nostalgie                      | Nostalgie       | Französisch    | 1988               |                   | Wallonische Region, Brüssel    | 45         | 50,0 %                |
| Belgien            | Chérie FM                      | Chérie FM       | Französisch    | 2002               | 31. Mai 2008      | Wallonische Region, Brüssel    | 6          |                       |
| Belgien            | NRJ Vlaanderen (1. Mal)        | NRJ             | Niederländisch | 1998               | 2002              | Flandern                       |            |                       |
| Belgien            | NRJ Vlaanderen (2. Mal)        | NRJ             | Niederländisch | 3. September 2018  |                   | Flandern, Brüssel              | 16         | 0 %                   |
| Belgien            | Nostalgie                      | Nostalgie       | Niederländisch | 20. März 2008      |                   | Flandern, Brüssel              |            | 25,0 %                |
| Bulgarien          | Energy Bulgaria                | NRJ             | Bulgarisch     | 2004               |                   | Bulgarien                      | 9          | 0,0 %                 |
| Burkina Faso       | Nostalgie                      | Nostalgie       | Französisch    |                    |                   | Burkina Faso                   |            |                       |
| Dänemark           | Energy Danmark                 | NRJ             | Dänisch        | 2000               | 31. Mai 2013      | Kopenhagen, Odense             | 3          | 0,0 %                 |
| Deutschland        | Energy Berlin 103,4            | NRJ             | Deutsch        | 12. August 1991    |                   | Berlin, Brandenburg            | 5          | 100 %                 |
| Deutschland        | Energy Bremen                  | NRJ             | Deutsch        | 15. Dezember 2003  |                   | Bremen, Bremerhaven, Oldenburg | 3          | 0,0 %                 |
| Deutschland        | Energy Hamburg 97.1            | NRJ             | Deutsch        | 4. Oktober 1995    |                   | Hamburg                        | 3          | 100 %                 |
| Deutschland        | Energy München 93.3            | NRJ             | Deutsch        | 1. Januar 1994     |                   | München                        | 1          | 100 %                 |
| Deutschland        | Energy Nürnberg 106.9          | NRJ             | Deutsch        | 4. Dezember 1995   |                   | Nürnberg, Erlangen             | 2          | 100 %                 |
| Deutschland        | Energy NRW                     | NRJ             | Deutsch        | 29. Oktober 2021   |                   | Nordrhein-Westfalen            | 100 %      | 100 %                 |
| Deutschland        | Energy Rheinland-Pfalz         | NRJ             | Deutsch        | 8. Januar 1996     | 31. Dezember 1997 | Rheinland-Pfalz                | 5          | 100 %                 |
| Deutschland        | Energy Rhein-Main              | NRJ             | Deutsch        | 1. September 2010  | 12. Mai 2013      | Rhein-Main-Gebiet              | 7          | 67,29 %               |
| Deutschland        | Energy Sachsen                 | NRJ             | Deutsch        | 21. Juli 1993      |                   | Sachsen                        | 10         |                       |
| Deutschland        | Energy Stuttgart               | NRJ             | Deutsch        | 1. Juli 2001       |                   | Region Stuttgart               | 9          | 100 %                 |
| Deutschland        | Energy Hit Music Only! (DAB+)  | NRJ             | Deutsch        | 1. August 2011     |                   | Deutschland                    |            | 100 %                 |
| Deutschland        | NOSTALGIE                      | Nostalgie       | Deutsch        | 4. Januar 2021     |                   | Deutschland                    |            | 100 %                 |
| Elfenbeinküste     | Nostalgie                      | Nostalgie       | Französisch    |                    |                   | Abidjan, Bouaké                | 2          | 0,0 %                 |
| Finnland           | Energy Finland                 | NRJ             | Finnisch       | 6. Oktober 1996    |                   | Finnland                       | 27         | 100 %                 |
| Finnland           | Nostalgia                      | Nostalgie       | Finnisch       | 11. Februar 2011   |                   | Helsinki, Turku, Tampere, Oulu | 4          | 100 %                 |
| Frankreich         | NRJ                            | NRJ             | Französisch    | 15. Juni 1981      |                   | Frankreich                     | 322        | 100 %                 |
| Frankreich         | Nostalgie                      | Nostalgie       | Französisch    | 16. September 1983 |                   | Frankreich                     | 253        | 100 %                 |
| Frankreich         | Chérie FM                      | Chérie FM       | Französisch    | 1987               |                   | Frankreich                     | 168        | 99,99 %               |
| Frankreich         | Rire & Chansons                | Rire & Chansons | Französisch    | 14. November 1989  |                   | Frankreich                     | 110        | 100 %                 |
| Frankreich         | NRJ Guadeloupe                 | NRJ             | Französisch    |                    |                   | Guadeloupe                     | 5          |                       |
| Frankreich         | NRJ Martinique                 | NRJ             | Französisch    |                    |                   | Martinique                     | 6          |                       |
| Frankreich         | NRJ Nouvelle-Caledonie 93.5    | NRJ             | Französisch    |                    |                   | Neukaledonien                  | 1          |                       |
| Frankreich         | NRJ Mayotte                    | NRJ             | Französisch    |                    |                   | Mayotte                        | 1          |                       |
| Frankreich         | NRJ Guyane                     | NRJ             | Französisch    |                    |                   | Guyane                         | 2          |                       |
| Frankreich         | NRJ La Réunion                 | NRJ             | Französisch    |                    |                   | Réunion                        | 6          |                       |
| Frankreich         | NRJ Tahiti 103.0 / 88.6 / 90.1 | NRJ             | Französisch    |                    |                   | Tahiti                         | 3          |                       |
| Gabun              | Nostalgie                      | Nostalgie       | Französisch    |                    |                   | Gabun                          |            |                       |
| Griechenland       | Energy Athens 88.6             | NRJ             | Griechisch     | 9. Oktober 2011    |                   | Athen                          | 1          | 0,0 %                 |
| Griechenland       | Energy Thessaloniki 98.0       | NRJ             | Griechisch     | 9. Oktober 2011    | 04.2012           | Thessaloniki                   | 1          | 0,0 %                 |
| Guinea             | Nostalgie                      | Nostalgie       | Französisch    | 2005               |                   | Conakry                        | 1          | 0,00 %                |
| Kamerun            | Nostalgie Cameroun             | Nostalgie       | Französisch    | 4. März 2013       |                   | Douala                         | 1          | 0,0 %                 |
| Kanada             | NRJ Rouyn-Noranda 99.1         | NRJ             | Französisch    | 24. August 2009    | beendet           | Rouyn-Noranda                  | 1          | 0,0 %                 |
| Kanada             | NRJ Québec 98.9                | NRJ             | Französisch    | 24. August 2009    | beendet           | Québec                         | 1          | 0,0 %                 |
| Kanada             | NRJ Val-d’Or 102.7             | NRJ             | Französisch    | 24. August 2009    | beendet           | Val-d’Or                       | 1          | 0,0 %                 |
| Kanada             | NRJ Mauricie 102.3             | NRJ             | Französisch    | 24. August 2009    | beendet           | Mauricie                       | 1          | 0,0 %                 |
| Kanada             | NRJ Montréal 94.3              | NRJ             | Französisch    | 24. August 2009    | beendet           | Montreal                       | 1          | 0,0 %                 |
| Kanada             | NRJ Gatineau-Ottawa 104.1      | NRJ             | Französisch    | 24. August 2009    | beendet           | Gatineau, Ottawa               | 1          | 0,0 %                 |
| Kanada             | NRJ Saguenay-Lac-St-Jean 94.5  | NRJ             | Französisch    | 24. August 2009    | beendet           | Saguenay–Lac-Saint-Jean        | 1          | 0,0 %                 |
| Kanada             | NRJ Estrie 106.1               | NRJ             | Französisch    | 24. August 2009    | beendet           | Estrie                         | 1          | 0,0 %                 |
| Kanada             | NRJ Est du Québec 98.7         | NRJ             | Französisch    | 24. August 2009    | beendet           | Est du Québec                  | 1          | 0,0 %                 |
| Kanada             | NRJ Drummondville 92.1         | NRJ             | Französisch    | 24. August 2009    | beendet           | Drummondville                  | 1          | 0,0 %                 |
| Libanon            | Energy Lebanon                 | NRJ             | Englisch       | 6. Juni 2006       |                   | Libanon                        | 8          | 0,0 %                 |
| Libanon            | Nostalgie                      | Nostalgie       | Englisch       | 6. Februar 1988    |                   | Libanon                        | 1          | 0,0 %                 |
| Norwegen           | Energy Norge                   | NRJ             | Norwegisch     | 1998               |                   | Norwegen                       | 10         | 100,0 %               |
| Norwegen           | Klem FM                        | Sonstige        | Norwegisch     |                    |                   | Oslo, Nesodden                 | 1          | 100,0 %               |
| Österreich         | Energy Wien 104.2 (DAB+)       | NRJ             | Deutsch        | 1. April 1998      |                   | Wien, Österreich               | 4          | 100 %                 |
| Österreich         | Energy Innsbruck 99.9          | NRJ             | Deutsch        | 22. September 2009 |                   | Innsbruck                      | 3          | 100 %                 |
| Österreich         | Energy Salzburg 94.0           | NRJ             | Deutsch        | 15. Juli 2009      |                   | Salzburg                       | 1          | 100 %                 |
| Österreich         | Radio Graz                     | Sonstige        | Deutsch        | 2. Februar 2008    | 1. Juli 2013      | Graz                           | 1          | 100 %                 |
| Österreich         | Radio Eins                     | Sonstige        | Deutsch        | 4. Mai 2009        |                   | Obersteiermark                 | 5          | ca. 98,33 %           |
| Portugal           | Nostalgia                      | Nostalgie       | Deutsch        | 24. September 2011 |                   | Lissabon, Porto                | 2          | 0,0 %                 |
| Russland           | Energy 104.2                   | NRJ             | Russisch       | 1. September 2006  |                   | Moskau                         | 1          | 0,0 %                 |
| Russland           | Energy 103.3                   | NRJ             | Russisch       | 1. September 2006  |                   | Krasnojarsk                    | 1          | 0,0 %                 |
| Russland           | Energy 107.4                   | NRJ             | Russisch       | 1. September 2006  |                   | Almetjewsk                     | 1          | 0,0 %                 |
| Russland           | Energy 97.4                    | NRJ             | Russisch       | 1. September 2006  |                   | Armawir                        | 1          | 0,0 %                 |
| Russland           | Energy 104.3                   | NRJ             | Russisch       | 1. September 2006  |                   | Achtubinsk                     | 1          | 0,0 %                 |
| Russland           | Energy 104.2                   | NRJ             | Russisch       | 1. September 2006  |                   | Belgorod                       | 1          | 0,0 %                 |
| Russland           | Energy 88.2                    | NRJ             | Russisch       | 1. September 2006  |                   | Beloretschensk                 | 1          | 0,0 %                 |
| Russland           | Energy 106.3                   | NRJ             | Russisch       | 1. September 2006  |                   | Wolgodonsk                     | 1          | 0,0 %                 |
| Russland           | Energy 88                      | NRJ             | Russisch       | 1. September 2006  |                   | Sainsk                         | 1          | 0,0 %                 |
| Russland           | Energy 103.3                   | NRJ             | Russisch       | 1. September 2006  |                   | Krasnojarsk                    | 1          | 0,0 %                 |
| Russland           | Energy 105.5                   | NRJ             | Russisch       | 1. September 2006  |                   | Kowrow                         | 1          | 0,0 %                 |
| Russland           | Energy 104.6                   | NRJ             | Russisch       | 1. September 2006  |                   | Kurgan                         | 1          | 0,0 %                 |
| Russland           | Energy 104.8                   | NRJ             | Russisch       | 1. September 2006  |                   | Nabereschnyje Tschelny         | 1          | 0,0 %                 |
| Russland           | Energy 99.1                    | NRJ             | Russisch       | 1. September 2006  |                   | Nowosibirsk                    | 1          | 0,0 %                 |
| Russland           | Energy 106.1                   | NRJ             | Russisch       | 1. September 2006  |                   | Nowy Urengoi                   | 1          | 0,0 %                 |
| Russland           | Energy 105.2                   | NRJ             | Russisch       | 1. September 2006  |                   | Osjorsk                        | 1          | 0,0 %                 |
| Russland           | Energy 97.6                    | NRJ             | Russisch       | 1. September 2006  |                   | Perm                           | 1          | 0,0 %                 |
| Russland           | Energy 100.4                   | NRJ             | Russisch       | 1. September 2006  |                   | Pjatigorsk                     | 1          | 0,0 %                 |
| Russland           | Energy 104.1                   | NRJ             | Russisch       | 1. September 2006  |                   | Rjasan                         | 1          | 0,0 %                 |
| Russland           | Energy 102.5                   | NRJ             | Russisch       | 1. September 2006  |                   | Samara                         | 1          | 0,0 %                 |
| Russland           | Energy 67.7                    | NRJ             | Russisch       | 1. September 2006  |                   | Uljanowsk                      | 1          | 0,0 %                 |
| Schweden           | Energy Sweden                  | NRJ             | Schwedisch     | 1993               |                   | Schweden                       |            | 100 %                 |
| Frankreich Schweiz | NRJ Léman                      | NRJ             | Französisch    | 1988               |                   | Genfersee                      | 1          | 100 %                 |
| Schweiz            | Energy Zürich                  |                 | Deutsch        | 13. August 2003    |                   | Zürich                         | 4          | 49,0 %                |
| Schweiz            | Energy Bern                    |                 | Deutsch        | 9. April 2010      |                   | Bern                           | 3          | 0,0 %                 |
| Schweiz            | Energy Luzern                  |                 | Deutsch        | 21. August 2021    | Ende 2025         |                                |            |                       |
| Schweiz            | Energy St.Gallen               |                 | Deutsch        | 13. Mai 2022       | Ende 2025         |                                |            |                       |
| Schweiz            | Energy Basel                   |                 | Deutsch        | 13. Januar 2012    |                   | Basel                          | 1          | 1,82 %                |
| Senegal            | Nostalgie                      | Nostalgie       | Französisch    |                    |                   | Dakar                          | 1          |                       |
| Togo               | Nostalgie                      | Nostalgie       | Französisch    |                    |                   | Togo                           |            |                       |
| Ukraine            | Energy Ukraine                 | NRJ             | Ukrainisch     | 2004               | 01.2012           | Ukraine                        | 1          | 0,0 %                 |
| Georgien           |                                |                 |                |                    |                   |                                |            |                       |
| Ägypten            |                                |                 |                |                    |                   |                                |            |                       |
| Marokko            |                                |                 |                |                    |                   |                                |            |                       |
| Zypern             |                                |                 |                |                    |                   |                                |            |                       |

### Internetradiosender
Auf den Webseiten von Radio Energy werden Webradios aus unterschiedlichen Musikbereichen verbreitet, deren Anzahl, Sender- und Musikauswahl sich jedoch je nach Land unterscheiden können.
Folgende Webradios bietet NRJ mit Stand am 20. August 2008 an:
| - NRJ 80s - NRJ 90s - NRJ Black - NRJ Bootleg - NRJ ClubDance - NRJ Club Files - NRJ Charts - NRJ Dance - NRJ Drum & Bass - NRJ Electro - NRJ Extravadance - NRJ Girl - NRJ Groove - NRJ Hip Hop - NRJ Hits - NRJ Hits Remix - NRJ Hot (aktuelle Hits) - NRJ House - NRJ Lounge (mit elektronischen und akustischen Musikstilen) - NRJ Love - NRJ Master Mix | - NRJ Mix - NRJ News Talk - NRJ Party Time - NRJ Pop - NRJ Pop Rock - NRJ Progressive - NRJ Rap - NRJ R’n’B - NRJ Rock - NRJ Rock in Belgium - NRJ Soundtrack - NRJ Special (mit wöchentlich abwechselndem Musik-Artist-Spezial) - NRJ Special Summer - NRJ Story - NRJ Studio - NRJ Swiss (mit Schweizer Bands) - NRJ Top 30 - NRJ Trance - NRJ Tweenies - NRJ (Livestream unter unterschiedlichen Namen) |

### Fernsehsender
Folgende Fernsehsender werden derzeit unter dem Label NRJ / Energy betrieben:
- Energy Hits (ab 2013 im Libanon)
- Energy TV (zusammen mit der Ringier AG)
- NRJ 12
- NRJ Hits
- NRJ Paris

## Zahlen und Fakten

### Deutschland
|                               | 2019            | 2013                     | 2012                     | 2011                     | 2010                     |
| ----------------------------- | --------------- | ------------------------ | ------------------------ | ------------------------ | ------------------------ |
| Technische Reichweite         |                 | 14,8 Millionen Haushalte | 14,7 Millionen Haushalte | 16,6 Millionen Haushalte | 19,2 Millionen Haushalte |
| Anzahl Frequenzen             |                 | 36                       | 36                       | 42                       | 34                       |
| WHK                           | 6.914 Tsd.      | 3.865 Tsd.               | 3.611 Tsd.               | 3.817 Tsd.               | 4.649 Tsd.               |
| Hörer pro Tag                 | 2.433 Tsd.      | 1.585 Tsd.               | 1.478 Tsd.               | 1.540 Tsd.               | 2.102 Tsd.               |
| Hörer pro Durchschnittsstunde | 310.000         | 208.000                  | 228.000                  | 233.000                  | 254.000                  |
| Durchschnittsalter            |                 | 33,5 Jahre               | 34,1 Jahre               | 31,5 Jahre               | 30 Jahre                 |
| Zielgruppe                    | 14–39 Jahre     | 14–39 Jahre              | 14–39 Jahre              | 14–39 Jahre              | 14–39 Jahre              |
| Format                        | CHR             | CHR                      | CHR                      | CHR                      | CHR                      |
| Angegebene Quelle             | ma 2019 Audio I | ma 2013 Radio II         | ma 2012 Radio II         | ma 2011 Radio II         |                          |

### Frankreich
Die NRJ Group in Frankreich erreicht durchschnittlich 11,9 Millionen Hörer pro Tag. NRJ selbst erreicht dabei durchschnittlich 5.847.000 Hörer pro Tag und hat somit einen Marktanteil von 6,5 Prozent. Laut Umfragen von Médiamétrie von 2014 ist NRJ damit der meistgehörte Radiosender in Frankreich, dicht gefolgt von RTL. Weitere 3.179.000 bzw. 2.298.000 Hörer erreichen die Stationen Nostalgie bzw. Chérie FM täglich.